# セム・スタイン
セム・スタイン（Sem Steijn、2001年11月12日 - ）は、オランダ・デン・ハーグ出身のサッカー選手。エールディヴィジ・FCトゥウェンテ所属。ポジションはMF。

## クラブ経歴
ADOデン・ハーグユース出身で、トップチーム昇格と同時に、1シーズンのVVVフェンローレンタルを含む2年間の契約を結んだ。VVVには当時監督を務めていた実父のモーリセがおり、2018年9月25日のKNVBカップ1回戦RKVVウェストランディア戦でトップチームデビューし、VVVの公式戦出場最年少記録を塗り替えた。三ヶ月後、フェイエノールトとのリーグ戦にも途中交代で出場し、VVVにおけるエールディヴィジ出場の最年少記録を樹立した。さらに2019年4月23日、SCヘーレンフェーンでゴールを挙げたことでVVVの最年少得点記録を更新。この活躍により、オランダ3強などのクラブがスタイン獲得に動きだした。
2022年3月8日、FCトゥウェンテへの移籍が発表され、7月1日に加入した。